# Olga Wisinger-Florian
Olga Wisinger-Florian (Viena, 1 de noviembre de 1844–Grafenegg, 27 de febrero de 1926) fue una pintora impresionista austríaca. Junto con Tina Blau y Maria Egner formó parte de la vanguardia de la pintura paisajística austriaca de la década de 1880.

## Biografía
Se formó como pianista pero a partir de 1874 los 19 años fue discípula del paisajista Melchior Fritsch, August Schaeffer y Emil Jakob Schindler.
Se interesó también por el movimiento feminista y sus últimos cuadros se orientaron al expresionismo.
El emperador Francisco José I compró alguno de sus cuadros. Recibió varios premios, entre ellos la "Mención honorífica" en París y Londres (1888, 1891).
Fue presidenta de una asociación de escritoras y pintoras austriacas.

## Exposiciones
Desde 1881 expuso regularmente en eventos de la Secesión de Viena, además de en París (1900) y Chicago (1893).
El Museo Leopold de Viena en 2019 organizó la primera exposición individual de la artista. Se exhibieron obras suyas, con fotografías y documentos biográficos.

## Galería

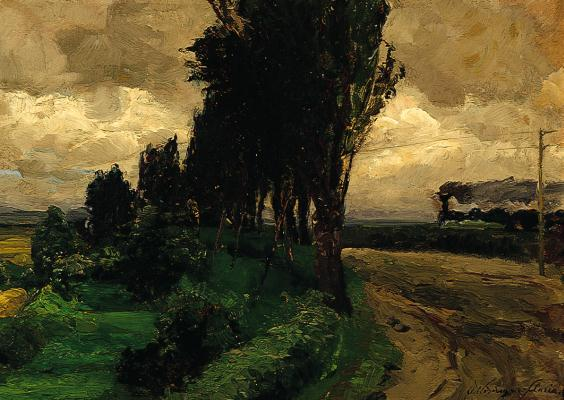
Landschaft, 1906–1908.
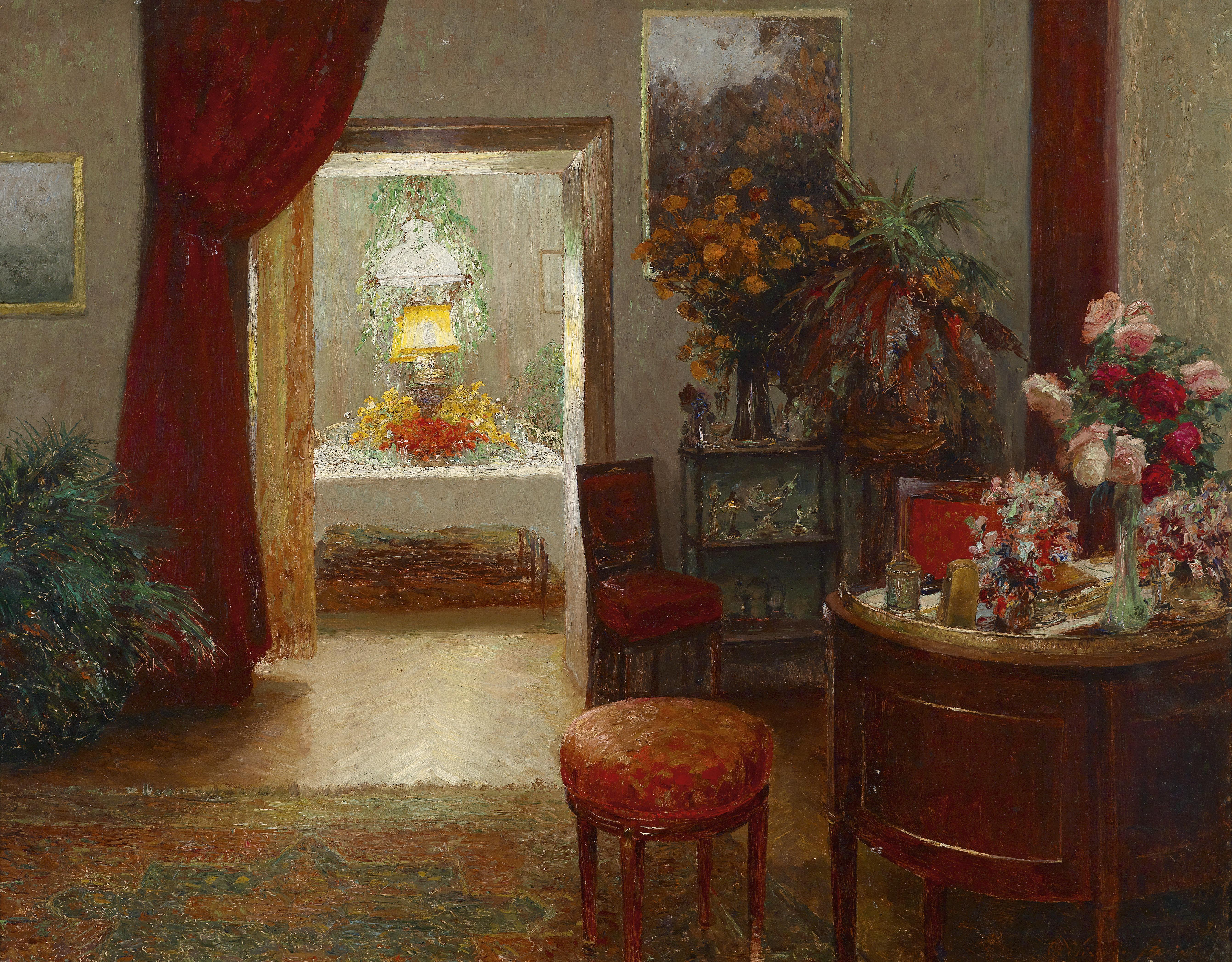
Interieur mit festlich gedecktem Tisch
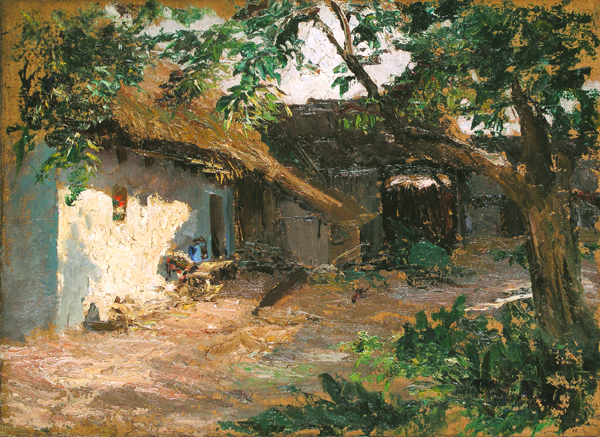
Bauernhof in Etsdorf
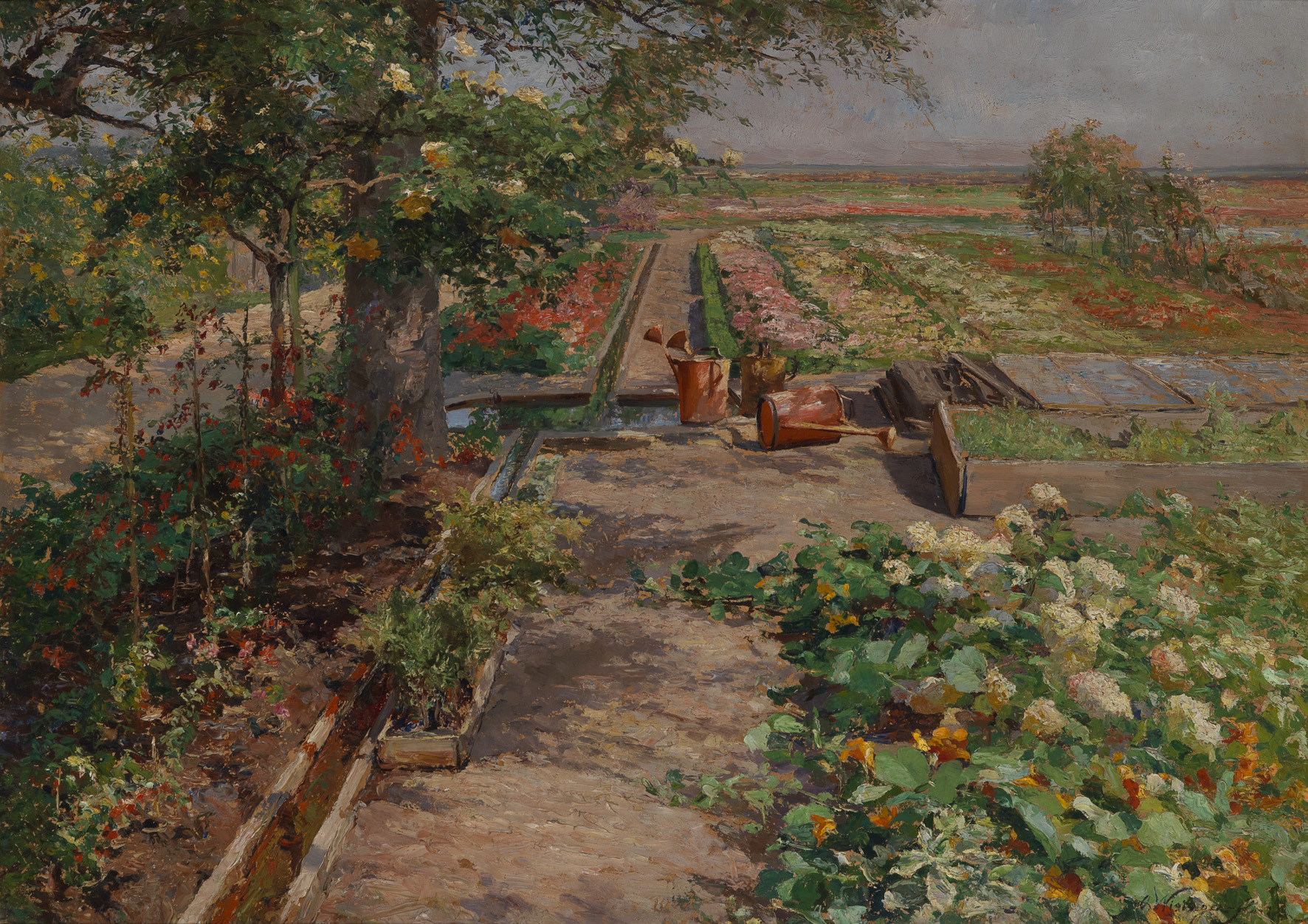
Im Garten, 1910.